# Łapy-Korczaki
Łapy-Korczaki – wieś w Polsce położona w województwie podlaskim, w powiecie białostockim, w gminie Łapy.
Zaścianek szlachecki Korczaki należący do okolicy zaściankowej Łapy położony był w drugiej połowie XVII wieku w powiecie suraskim ziemi bielskiej województwa podlaskiego. W latach 1975–1998 miejscowość administracyjnie należała do województwa białostockiego.
Wierni kościoła rzymskokatolickiego należą do parafii św. Apostołów Piotra i Pawła w Łapach.